# Vadrózsa (film, 2018)
A Vadrózsa (eredeti címe: Wild Rose) 2018-ban bemutatott brit zenés filmdráma, amit Tom Harper rendezett. A forgatókönyvet Nicole Taylor készítette. A főbb szerepekben Jessie Buckley, Sophie Okonedo és Julie Walters. 2018. szeptember 18-án mutatták be a Torontói Nemzetközi Filmfesztiválon. Az Egyesült Királyságban először a BFI Londoni Filmfesztiválon jelent meg 2018. október 15-én, a nagyközönség előtt 2019. április 12-től játszották. A pontos magyar bemutató dátuma nem ismert, a magyar szinkron 2020-ban készült el a produkcióhoz. A filmet egy BAFTA-díjra jelölték a 73. BAFTA-gálán a legjobb női főszereplő kategóriában.

## Cselekmény
Rose-Lynn egy év után szabadul a börtönből kábítószercsempészésért. A nő countryénekes és kétgyermekes anya, aki elvesztette az állását a priusza miatt. Édesanyja, Marion arra biztatja, hogy keressen magának egy biztos állást, és hagyjon fel az énekes karrierrel. Rose-Lynn takarítónőként helyezkedik el Susannah-nál, a nő pedig egy nap felfedezi az énekesnő tehetségét. Susannah felveszi a kapcsolatot Bob Harrisszel, aki a BBC rádiós műsorvezetője. Harris Londonba hívja Rose-Lynnt, és biztatja arra, hogy találja meg a saját stílusát.
Susannah fellépési lehetőséget kínál a nőnek a házibuliján, azonban Rose-Lynn anyja nem hajlandó vigyázni az énekesnő gyermekeire, ezért a barátainál kell őket elhelyeznie. A fellépése előtt Susannah férje közli Rose-Lynn-nel, hogy tud a kábítószeres ügyéről, és nem engedi, hogy dolgozzon náluk. Rose-Lynn fiának eltörik a karja, és mikor ismét édesanyjához segítségért, a nő lekorholja, hogy elhanyagolja a családját. Rose-Lynn végül megérkezik Susannah házibulijára, de összeomlik a színpadon, és mindent bevall Susannah-nak, majd távozik.
Ezután Rose-Lynn pincérnőként kap munkát, és a gyermekeinek szenteli magát. Mikor a nő felelősségteljesnek tűnik, Rose-Lynn anyja hajlandó támogatni a nő nashville-i útját. Rose-Lynn a városba érve megtapasztalja, hogy nehéz fellépést szerezni. Mikor egy biztonsági őr felkínálja neki, hogy bemutatja egy producernek, a nő inkább hazatér Glasgow-ba. Egy évvel később Rose-Lynn megéli nagy sikerét eredeti dalával, a közönségben pedig ott ül Susannah és Bob Harris is.

## Szereplők
| Szerep    | Színész            | Magyar hangja    |
| --------- | ------------------ | ---------------- |
| Rose-Lynn | Jessie Buckley     | Tornyi Ildikó    |
| Susannah  | Sophie Okonedo     | Sánta Annamária  |
| Marion    | Julie Walters      | Igó Éva          |
| Sam       | Jamie Sives        | Bozsó Péter      |
| Alan      | Craig Parkinson    | Molnár Kristóf   |
| Elliot    | James Harkness     | Seszták Szabolcs |
| Lyle      | Adam Mitchell      | Maszlag Bálint   |
| Wynonna   | Daisy Littlefield  | Engel-Iván Lili  |
| Amanda    | Louise McCarthy    | Kokas Piroska    |
| Eileen    | Maureen Carr       | Bognár Gyöngyvér |
| Jackie    | Janey Godley       | Farkas Zita      |
| Brian     | Brian McQuade      | Szabó Endre      |
| Mary      | Doreen McGillivray | Csonka Anikó     |
| Rory      | Ryan Kerr          | Gáll Dávid       |
| Nell      | Nicole Kerr        | Schmidt Karolina |

## Fogadtatás

### Kritikai visszhang
A film kiváló értékeléseket kapott a kritikusoktól. A Rotten Tomatoeson 92%-os minősítést ért el 195 értékelés alapján, az összefoglaló szerint: „A születő csillagokból nincs hiány, de a Vadrózsa bebizonyítja, hogy ezek még mindig nagyon szórakoztatóak lehetnek - és a főszereplő Jessie Buckley-nak is megvan a maga transzcendens pillanata.” Andrea Gronvall a Chicago Readertől azt írta: „A végére talán egy kicsit túlságosan is rendezetté válik, a Vadrózsa mégis hitelesnek tűnik.” Michael O'Sullivan a Washington Posttól azt írta: „A Vadrózsában ez a szívfájdalom valami gyönyörűvé válhat - és válik is.” Anthony Lane a New Yorkertől azt írta: „Buckley […] megerősíti, hogy ő a szelídíthetetlenek specialistája.”
A Metacritic 80 pontot adott a 100-ból 32 vélemény alapján. Katie Walsh a Chicago Tribune-től azt írta: „Az életét érintő korlátozások ellenére Rose-Lynn az egyik legszabadabb szellemű teremtmény, akit valaha filmre vettek.” Peter Bradshaw a Guardiantől azt írta: „Buckley minden jelenetben vitaminlöketet ad.” Owen Gleiberman a Varietytől azt írta: „A Vadrózsa, ami a legközelebb áll a lappangó sikerű filmekhez, amit idén Torontóban láttam, egy boldog-szomorú dráma a sztárallűrről, amely felemel, magával ragad, és megérint a jól megérdemelt könnyek tócsájában.”

### Bevétel adatai
A Box Office Mojo szerint a film 7 millió dolláros bevételt ért el, a költségvetésről nincs adat.

## Zene
| Vadrózsa eredeti filmzene | Vadrózsa eredeti filmzene                           | Vadrózsa eredeti filmzene                                              | Vadrózsa eredeti filmzene         | Vadrózsa eredeti filmzene | Vadrózsa eredeti filmzene | Vadrózsa eredeti filmzene | Vadrózsa eredeti filmzene | Vadrózsa eredeti filmzene | Vadrózsa eredeti filmzene |
|                           | Cím                                                 | Szerző(k)                                                              | Előadó(k)                         | Hossz                     |                           |                           |                           |                           |                           |
| ------------------------- | --------------------------------------------------- | ---------------------------------------------------------------------- | --------------------------------- | ------------------------- | ------------------------- | ------------------------- | ------------------------- | ------------------------- | ------------------------- |
| 1.                        | "Country Girl"                                      | Martin Duffy · Bobby Gillespie · Andrew Innes · Gary Mounfield         | Jessie Buckley                    | 4:48                      |                           |                           |                           |                           |                           |
| 2.                        | "Outlaw State of Mind"                              | Ronnie Bowman · Jerry Salley · Chris Stapleton                         | Buckley                           | 3:16                      |                           |                           |                           |                           |                           |
| 3.                        | "Born To Run"                                       | Paul Kennerley                                                         | Buckley                           | 3:14                      |                           |                           |                           |                           |                           |
| 4.                        | "Peace In This House"                               | Clarence Douglas · Angela Faith                                        | Buckley                           | 4:41                      |                           |                           |                           |                           |                           |
| 5.                        | "I'm Moving On"                                     | Hank Snow                                                              | Buckley                           | 2:16                      |                           |                           |                           |                           |                           |
| 6.                        | "Crying Over"                                       | Patricia Griffin                                                       | Buckley                           | 5:57                      |                           |                           |                           |                           |                           |
| 7.                        | "Angel From Montgomery"                             | John Prine                                                             | Buckley                           | 4:05                      |                           |                           |                           |                           |                           |
| 8.                        | "Cigarette Row [Five O Clock Freedom]"              | Ian W. Brown · Buckley · Marli Harwood · Simon Johnson · Nicole Taylor | Buckley                           | 3:02                      |                           |                           |                           |                           |                           |
| 9.                        | "Alright To Be All Wrong [The Dreamer's Song]"      | Brown · Buckley · Johnson · Taylor                                     | Buckley                           | 3:04                      |                           |                           |                           |                           |                           |
| 10.                       | "When I Reach The Place I'm Going"                  | Joe Henry · Emory Gordy Jr.                                            | Buckley                           | 3:21                      |                           |                           |                           |                           |                           |
| 11.                       | "Glasgow [No Place Like Home]"                      | Caitlyn Smith · Mary Steenburgen · Kate York                           | Buckley                           | 4:13                      |                           |                           |                           |                           |                           |
| 12.                       | "Goin' Back to Harlan"                              | Anna McGarrigle                                                        | Buckley                           | 4:29                      |                           |                           |                           |                           |                           |
| 13.                       | "Covered In Regret [Blue, Black & Red]"             | Brown · Buckley · Johnson · Taylor                                     | Buckley                           | 4:12                      |                           |                           |                           |                           |                           |
| 14.                       | "Robbing The Bank of Life [Stealing The Night]"     | Brown · Buckley · Johnson · Taylor                                     | Buckley                           | 2:21                      |                           |                           |                           |                           |                           |
| 15.                       | "That's The View From Here [Famous Folk Are Weird]" | Brown · Buckley · Johnson · Taylor                                     | Buckley                           | 5:08                      |                           |                           |                           |                           |                           |
| 16.                       | "Boulder To Birmingham"                             | Bill Danoff · Emmylou Harris                                           | Buckley                           | 4:38                      |                           |                           |                           |                           |                           |
| 17.                       | "Euston Hustle"                                     | Jack Arnold                                                            | Buckley · The Bluegrass Smugglers | 1:16                      |                           |                           |                           |                           |                           |
| 18.                       | "The Red Kitchen"                                   | Arnold · Melvin Duffy                                                  | Buckley · The Bluegrass Smugglers | 0:56                      |                           |                           |                           |                           |                           |
| 19.                       | "The Beach"                                         | Arnold                                                                 | Buckley · The Bluegrass Smugglers | 2:21                      |                           |                           |                           |                           |                           |
| 20.                       | "Le Petit Chat Gris"                                | Hillary Bevels                                                         | Buckley · Hillary Klug            | 1:20                      |                           |                           |                           |                           |                           |
| 21.                       | "Glasgow [No Place Like Home]"                      | Caitlyn Smith · Mary Steenburgen · Kate York                           | Buckley                           | 4:13                      |                           |                           |                           |                           |                           |
| 1:13:00                   |                                                     |                                                                        |                                   |                           |                           |                           |                           |                           |                           |

## Fontosabb díjak és jelölések
- 73. BAFTA-gála: Legjobb női főszereplő – Jessie Buckley (jelölés)